# Ad van der Helm
Adrianus Johannes Maria (Ad) van der Helm (Nootdorp, 30 juli 1962) is een Nederlands rooms-katholiek priester van het bisdom Rotterdam en kerkjurist.

## Biografie

### Jeugd en opleiding
Van der Helm groeide op in een tuinbouwgezin. Zijn vader had een kassenbedrijf waar hij ook in meewerkte. Hij behaalde in 1981 zijn gymnasiumdiploma aan het Sint Maartenscollege in Voorburg en studeerde vervolgens theologie aan de Katholieke Theologische Universiteit in Amsterdam. Hij kreeg daar veel belangstelling in kerkelijk recht, dat gegeven werd door Ruud Huysmans. Hierdoor vertrok hij in 1987 naar Straatsburg om deze opleiding te volgen. Tijdens zijn studie in Amsterdam raakte hij betrokken bij de Obrechtkerk in Oud-Zuid waar hij veel over het parochiepastoraat leerde. In 1991 deed hij onder leiding van pastoor Jos Schoenmakers zijn pastorale stage aan de Genesarethkerk in Zoetermeer. Hij werd in datzelfde jaar door bisschop Bär in de Nicolaaskerk in Zoetermeer tot diaken gewijd en op 13 juni 1992 werd hij door diezelfde bisschop in de HH. Laurentius- en Elisabethkathedraal in Rotterdam tot priester gewijd.

### Kerkelijke loopbaan
Van der Helm was van 1991 tot 1997 werkzaam als priester en pastoraal werker in de Genesarethkerk van de Sint-Nicolaasparochie in Zoetermeer en was daar eveneens diaken. In diezelfde tijd was hij ook rechter van de kerkelijke rechtbank van het bisdom Rotterdam en docent canoniek recht aan de priesteropleiding Bovendonk in Hoeven. Hij was tussen 1998 en 2007 werkzaam als pastoor en teamleider in de parochiefederatie Levend Water in Waddinxveen, Boskoop en Reeuwijk en later ook Bodegraven. In 2007 werd hij benoemd tot vaste pastoor aan de Sint-Jacobus de Meerderekerk in Den Haag. Hij was daar van 2009 tot en met 2016 regelmatig op tv te zien bij de uitzendingen van de eucharistievieringen van de Omroep RKK. In 2017 werd hij hier opgevolgd door pastoor Jack Glas. Van 2013 tot 2016 was hij bisschoppelijk vicaris van het bisdom Rotterdam in de regio Den Haag. Sinds de samenvoeging van de parochies van Den Haag Noord, is hij lid van het pastoraal team (parochievicaris) van de parochie Maria Sterre der Zee. Sinds 2007 is hij halftijds werkzaam als hoofddocent kerkelijk recht aan de KU Leuven en is vice-officiaal van het bisdom Paramaribo. Eind april 2021 werd bekendgemaakt dat Van der Helm terug zou keren naar de Nicolaasparochie in Zoetermeer. Sinds 1 mei 2021 is Van der Helm eindverantwoordelijke voor deze parochie.

#### Rectoraat
Van der Helm is in 2023 tevens rector van het rectoraat van Antonius van Padua in de Sint-Antonius van Padua- of Boskantkerk aan de Haagse Fluwelen Burgwal welke gastvrijheid biedt aan de missiezusters Dienaressen van de Heer en de Maagd van Matará.

### Nevenfuncties
Van der Helm vervult naast zijn kerkelijk werk ook een groot aantal nevenfuncties. Zo is hij onder meer voorzitter van de "Haagse Gemeenschap van Kerken" en "Stichting Prinsjesdagviering".

### Onderscheidingen
In juni 2023 werd aan Van der Helm de koninklijke onderscheiding ridder in de Orde van Oranje Nassau toegekend. Deze werd hem op 13 juni 2023 opgespeld door minister-president Mark Rutte na een eucharistieviering in de Haagse Sint-Antonius van Paduakerk.

## Publicaties
- (2002) Geloof in de toekomst i.s.m. Petra Stassen
- (2007) Handboek voor parochiebesturen i.s.m. Petra Stassen
- (2010) Parochie in beweging i.s.m. Petra Stassen
- (2016) God is verhuisd i.s.m. Petra Stassen